# Кейтлін Фаррінгтон
Кейтлін Фаррінгтон (англ. Kaitlyn Farrington, 18 грудня 1989) — американська сноубордистка, олімпійська чемпіонка.
Золоту олімпійську медаль та звання олімпійської чемпіонки Кейтлін виборола на іграх у Сочі 2014 року в змаганнях з хафпайпу.
Чемпіонка Європейських зимових екстремальних ігор 2010 року з суперпайпу.

## Виноски
1. ↑  Kaitlyn FARRINGTON | Snowboard | United States - Sochi 2014 Olympics. Sochi 2014 Olympics. Архів оригіналу за 5 липня 2014. Процитовано 12 лютого 2014.